# تشريح سطحي

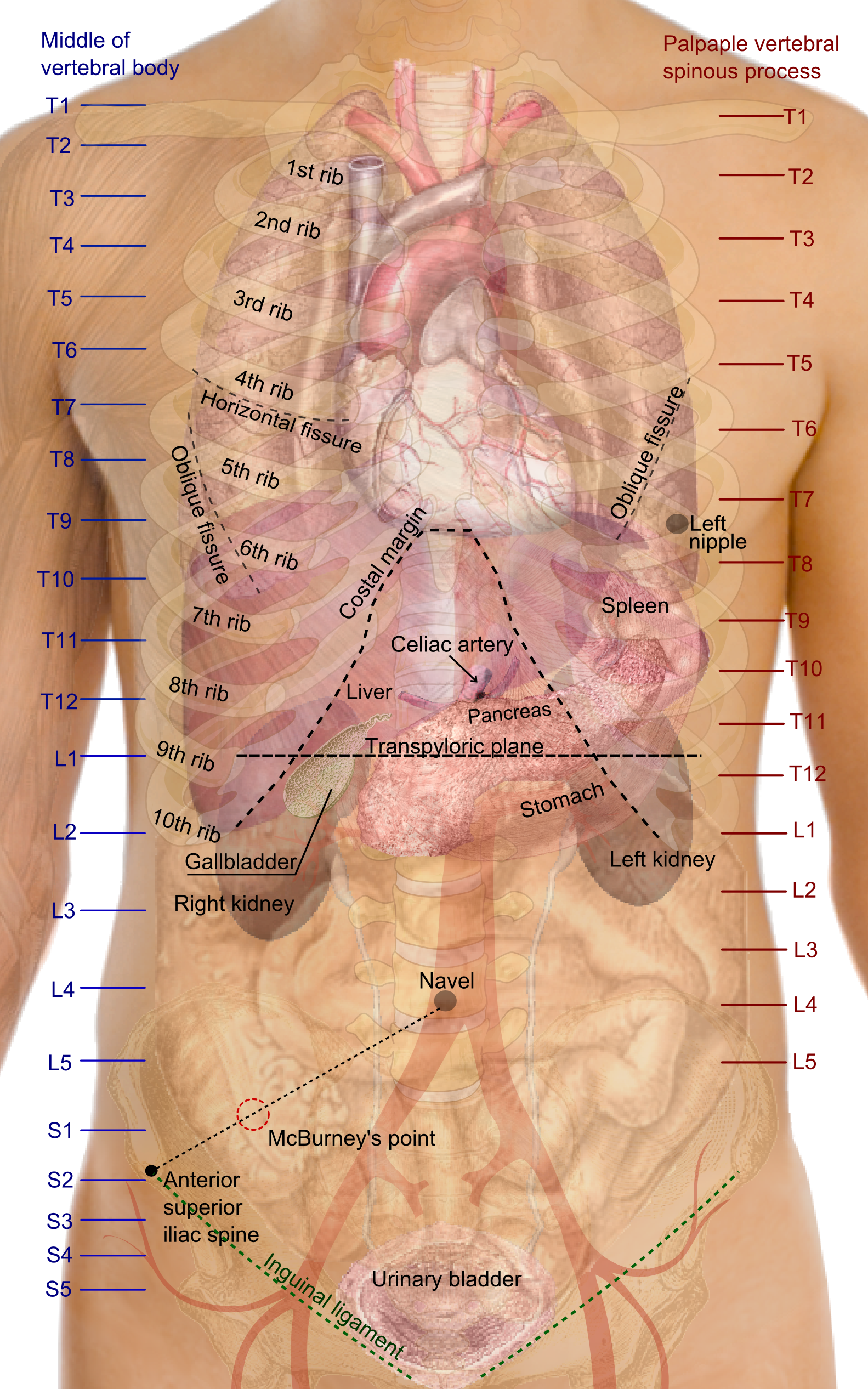
إسقاطات السطح للأعضاء الرئيسية للجذع باستخدام العمود الفقري و القفص الصدري كنقاط مرجعية رئيسية لتشريح السطح.

التَشَرِيحُ السَطحِيّ أو تشريح السطح أو التشريح البصري (الإنجليزيّة: Surface anatomy، أيضاً Superficial anatomy، و Visual anatomy) هو دراسة المعالم الخارجيّة لجسم حيوانٍ ما. تُسمى في الطيور بالطبوغرافيا. يتعامل التشريح السطحي مع المعالم التشريحية القابلة للدراسة بالنظر دون اللجوء إلى عملية التشريح (التسليخ). و على هذا النحو، فإن التشريح السطحيّ فرعٌ من التشريح العياني، جنباً إلى جنب مع التشريح بالمنظار والتشريح الشعاعي. و يُعتبر التشريح السطحيّ علم وصفيّ.[بحاجة لمصدر] و على وجه الخصوص، في حالة التشريح السطحي لجسم الإنسان، فهو دراسة شكل ونسب الجسم البشري والعلامات السطحيّة التي تتوافق مع البنى الأعمق غير الظاهرة، في حالتي السكون والحركة.

بالإضافة إلى ذلك، فإن علم التشريح السطحيّ يتمضمّن نظريات وأبعاد أجهزة الجسم البشريّ والشرائع الفنيّة المرتبطة بذلك.[بحاجة لمصدر] كما أن دراسة التشريح السطحيّ هي الأساس لتصوير جسم الإنسان (رسم، نحت،...) في الفن الكلاسيكي.

كما أن بعض العلوم الزائفة كالفراسة وفراسة الدماغ وقراءة الكف تعتمد على التشريح السطحيّ.

## التشريح السطحي للإنسان

### التشريح السطحي للصدر

مقدمة الصدر، يظهر سطحيَّاً العلاقات بين العظام و الرئتين (اللون الأرجواني) و غشاء الجنب (اللون الأزرق) و القلب (المخطط الأحمر). أُشير إلى صمّامات القلب بالأحرف "B" و "T" و "A" و "P".
صوت القلب الأول: يحدث بسبب الصمامات الأذينية البطينية و هي: ثنائي الشُرَف (التاجي) (B) و الصمّام ثلاثي الشرف (T).
صوت القلب الثاني: يحدث بسبب الصمامات الهلالية الأبهي (A) و الرئوي (P).

تُعتبر معرفة التشريح السطحي للصدر على وجه الخصوص أمراً هاماً للغاية لأن الصدر أحد المناطق الأكثر عرضةً للفحص البدنيّ، كالإصغاء والقرع. في طب القلب تشير نقطة إرب إلى المسافة الوربية الثالثة (المسافة بين الأضلاع الثالث والرابع) على الحافة القصيّة اليُسرى حيث يمكن الإصغاء لصوت S2 للقلب أفضل ما يمكن. تتضمن بعض المصادر أيضاً المسافة الوربية الرابعة (المسافة بين الأضلاع الرابع والخامس) اليُسرى.

يقع الثدي عند الأنثى على جدار الصدر، وأكثر ما يتكرر بين الأضلاع الثاني والسادس.

### علامات تشريحية

#### الجذع
تحديداً في المنطقة الصدرية جانبيّاً يتبارز الكتف بشكل عام بالأخرم Acromion، في حين أن انحناء الكتف يمثّل الدالية Deltoid. الجزء الخلفي من الجسم يشكّل الظهر Dorsum منطقة الظهر Dorsal area، أما القسم الخلفي السفلي فهو القطن Limbus أو المنطقة القطنية lumbar region، أما المنطقة المسطحة من الكتف فهي لوح الكتف Scapular.أمامياً العظم الواقع بين الثديين في الأمام يكون في المنطقة القصيّة sternal region، الثدي بحد ذاته يُدعى Mamma أو Mammary. المنطقة البطنيّة Abdominal area هي المنطقة الواقعة بين الصدر والحوض.
تنشأ الذراع من الإبط Axilla أو Axillary. تُدعى السرّة بمصطلح Umbilicus أو umbilical. الحوض هو الجزء السفليّ من الجذع بين البطن والأطراف السفليّة. الإرب The groin هو منطقة اتصال الفخذ بالجذع وتُسمى أيضاً Inguen أو Inguinal area.

#### الطرف العلوي
يُشار إلى الجزء العلوي من الذراع بالعضد Brachium أو Brachial، إلى الأسفل قليلاً يوجد المرفق و في الجزء الأمامي منه «أمام المرفق» Antecubitis أو Antecubital، بينما يُدعى الجزء الخلفي من المرفق بالزجّ olecranon أو olecranal، إلى الأسفل يوجد الساعد Forearm الذي يُدعى antebrachium و antebrachial، أما المعصم فهو الرسغ Carpus أو Carpal area، فيما تُدعى اليد بـ Manus و Manual، راحة اليد Palma و Palmar، يُطلق كذلك على الإبهام Pollex، فيما تُسمَّى بقيّة الأصابع بحسب ترتيبها بالأرقام، وكذلك السلاميّات. تُسمى المؤخرة أو الأرداف كل منها بالألية Gluteus أو المنطقة الأليوية Gluteal region و منطقة العانة بـ Pubis.

#### الطرف السفلي
يقسّم علماء التشريح الطرف السفليّ إلى الفخذ (الجزء الواقع بين الورك والركبة) و الساق (يشير هذا المصطلح إلى الجزء من الطرف السفلي الواقع بين الركبة والكاحل فقط). يُشار إلى الفخذ عادةً بالمصطلح Femur و هي المصطلح العلميّ للفخذ وتُسمى هذه المنطقة بـ Femoral region أي المنطقة الفخذيّة. الرضفة هي Patella و Patellar بينما الجزء الخلفي من الركبة هو المأبض Popliteus أو منطقة الرضفة popliteal area. بالنسبة للساق (بين الركبة والكاحل) يُستخدم المصطلح Crus الذي يعني الساق أو Crusal area أي منطقة الساق، بالنسبة للوجه الوحشيّ من الساق فهو المنطقة الشظويّة Peroneal area، ومنطقة الربلة يُشار إليها بالمصطلح Sura أو Sural region أو المنطقة الربليّة. الكاحل هو Tarsus أو trasal الرصغ، و العقب يُاشر إليه بـ calcaneus أو calcaneal. القدم هي Pes أو pedal region، وباطن القدم هو الأخمص Planta أو الوجه الأخمصي Plantar surface. كما هو الحال مع أصابع اليدين فإن أصابع القدمين أيضاً تسمّى بحسب ترتيبها برقم وكذلك تشتمل على سلاميّات، على وجه الخصوص فإن الإصبع الأكبر يُدعى بإبهام القدم Hallux.